# Plasmalogène
 (février 2023).
Si vous disposez d'ouvrages ou d'articles de référence ou si vous connaissez des sites web de qualité traitant du thème abordé ici, merci de compléter l'article en donnant les références utiles à sa vérifiabilité et en les liant à la section « Notes et références ».

Structure d'un Plasmalogène

Les plasmalogènes, ou encore étherphospholipides, font partie de la famille des phospholipides et présents dans la myéline. Ils sont constitués d'une base glycérol, à laquelle sur le premier carbone (α) se lie un alcool gras (par une liaison vinyl-éther), sur le deuxième carbone (β) se lie un acide gras et sur le troisième carbone (α') se lie, par l'intermédiaire d'un phosphate un alcool (azoté ou non) comme la choline, l'éthanolamine, la sérine ou l'inositol. Les plus abondants dans l'organisme humain sont les plasmalogènes avec un groupement choline (cœur) et les plasmalogènes avec un groupement éthanolamine (cerveau). PAF-Acether (facteur d’agrégation des plaquettes sanguines) appartient à cette famille, le deuxième carbone du glycérol réagit alors avec un acide acétique au lieu d'un acide gras. il possède des effets hypotenseurs.